# Cercopithecus solatus
Cercopithecus solatus је врста примата (Primates) из породице мајмуна Старог света (Cercopithecidae).

## Распрострањење
Ареал врсте је ограничен на једну државу. Габон је једино познато природно станиште врсте.

## Станиште
Станишта врсте су шуме и брдовити предели.

## Угроженост
Ова врста се сматра рањивом у погледу угрожености врсте од изумирања.